# 356.
◄ | 3. stoljeće | 4. stoljeće | 5. stoljeće | ►
◄ | 320-ih | 330-ih | 340-ih | 350-ih | 360-ih | 370-ih | 380-ih | ►
◄◄ | ◄ | 353. | 354. | 355. | 356. | 357. | 358. | 359. | ► | ►►
Astronomija • Književnost • Kršćanstvo

## Smrti
- 17. siječnja – Antun Pustinjak

## Vanjske poveznice
|  | Zajednički poslužitelj ima još gradiva o temi 356. |